# 2022-es labdarúgó-világbajnokság-selejtező (UEFA)
A 2022-es labdarúgó-világbajnokság európai selejtező mérkőzéseit 2021-ben és 2022-ben játszották le. Összesen 55 európai válogatott vett részt a selejtezőn, ebből 13 válogatott jutott ki a világbajnokságra.

## Formátum
Összesen 55 európai válogatott vett részt a selejtezőn. A 2020–2021-es UEFA Nemzetek Ligája részben kapcsolódott a világbajnoki selejtezőhöz.
Az európai selejtező fordulói:
- Első forduló: 55 csapat vett részt. A csapatokat 10 darab csoportba sorsolták, amelyből öt darab ötcsapatos és öt darab hatcsapatos volt. A csapatok körmérkőzéses, oda-visszavágós rendszerben mérkőztek meg egymással. A 10 csoportgyőztes kijutott a világbajnokságra, a második helyezettek a második fordulóba jutottak.
- Második forduló: 12 csapat vesz részt. A 10 második helyezetthez csatlakozik az UEFA Nemzetek Ligájából az összesített rangsor alapján az a két legjobb csoportgyőztes, amely nem jutott ki a világbajnokságra vagy nem jutott be a második fordulóba. A 12 csapatot három ágra sorsolják, áganként négy csapatot. Az ágak egyenként két elődöntőből és egy döntőből állnak, mindegyik mérkőzésre a hazai pályán játszó csapatot sorsolják. A három ág győztese kijut a világbajnokságra.

## Naptár
A 2022-es labdarúgó-világbajnokság európai selejtezőjének naptára:
Az eredetileg 2021 júniusára tervezett két fordulót a 2020-as Európa-bajnokság elhalasztása miatt más időpontra helyezték át, 2021 márciusában és szeptemberében három-három mérkőzést játszanak.
| Szakasz       | Játéknap     | Dátum                 |
| ------------- | ------------ | --------------------- |
| Első forduló  | 1. játéknap  | 2021. március 24–25.  |
| Első forduló  | 2. játéknap  | 2021. március 27–28.  |
| Első forduló  | 3. játéknap  | 2021. március 30–31.  |
| Első forduló  | 4. játéknap  | 2021. szeptember 1–2. |
| Első forduló  | 5. játéknap  | 2021. szeptember 4–5. |
| Első forduló  | 6. játéknap  | 2021. szeptember 7–8. |
| Első forduló  | 7. játéknap  | 2021. október 8–9.    |
| Első forduló  | 8. játéknap  | 2021. október 11–12.  |
| Első forduló  | 9. játéknap  | 2021. november 11–13. |
| Első forduló  | 10. játéknap | 2021. november 14–16. |
| Pótselejtezők | Elődöntők    | 2022. március 24–25.  |
| Pótselejtezők | Döntők       | 2022. március 28–29.  |

## Első forduló

### Sorsolás
A csoportok sorsolását 2020. december 7-én, közép-európai idő szerint 18 órától tartották Zürichben. 2020. június 18-án fogadta el az UEFA sorsolás lebonyolítási rendjét a FIFA jóváhagyása mellett. Az 55 csapatot a 2020. novemberi FIFA-világranglista alapján 10 csoportba sorsolták, öt darab ötcsapatos (A–E) és öt darab hatcsapatos (F–J) csoportba.
A sorsolást az 1. kalappal kezdték és a kalapok sorrendje szerint folytatták. A kisorolt csapat a betűrendben első lehetséges csoportba került.
A sorsolás során a következő kritériumok voltak, amelyeket számítógép alkalmazásával tartottak be:
- A Nemzetek Ligája elődöntősei: a 2020–2021-es UEFA Nemzetek Ligája négy elődöntőse (Franciaország, Belgium, Olaszország és Spanyolország) ötcsapatos csoportba kerül (A–E csoport). Legfeljebb egy NL-elődöntős lehet csoportonként.
- Politikai okok: a következő csapatok politikai okok miatt nem kerülhetnek azonos csoportba: Örményország és Azerbajdzsán; Gibraltár és Spanyolország; Koszovó és Bosznia-Hercegovina; Koszovó és Oroszország; Koszovó és Szerbia; Ukrajna és Oroszország.
- Téli helyszínek: a téli hideg időjárás magasabb kockázata miatt legfeljebb kettő csapat kerülhet azonos csoportba a következő csapatokból: Észtország, Fehéroroszország, Feröer, Finnország, Izland, Lettország, Litvánia, Norvégia, Oroszország, Ukrajna.
  - Feröer és Izland a kedvezőtlenebb téli időjárás miatt csak szükséges esetben rendezhet mérkőzést márciusban és novemberben, ezért nem kerülhetnek azonos csoportba.
- Túlzott utazás: a földrajzi távolság és az ebből következő hosszú utazás miatt legfeljebb egy párosítás lehet a következőkből:
  - Azerbajdzsán: Gibraltárral, Izlanddal, Portugáliával.
  - Izland: Azerbajdzsánnal, Ciprussal, Grúziával, Izraellel, Kazahsztánnal, Örményországgal.
  - Kazahsztán: Andorrával, Angliával, Észak-Írországgal, Franciaországgal, Feröerrel, Gibraltárral, Írországgal, Izlanddal, Máltával, Portugáliával, Skóciával, Spanyolországgal, Walesszel.

A kalapok a következők, a csapatok mellett a 2020. novemberi FIFA-világranglista helyezés:
| Team          | Hely. |
| ------------- | ----- |
| Belgium       | 1.    |
| Franciaország | 2.    |
| Anglia        | 4.    |
| Portugália    | 5.    |
| Spanyolország | 6.    |
| Olaszország   | 10.   |
| Horvátország  | 11.   |
| Dánia         | 12.   |
| Németország   | 13.   |
| Hollandia     | 14.   |

| Team          | Hely. |
| ------------- | ----- |
| Svájc         | 16.   |
| Wales         | 18.   |
| Lengyelország | 19.   |
| Svédország    | 20.   |
| Ausztria      | 23.   |
| Ukrajna       | 24.   |
| Szerbia       | 30.   |
| Törökország   | 32.   |
| Szlovákia     | 33.   |
| Románia       | 37.   |

| Team           | Hely. |
| -------------- | ----- |
| Oroszország    | 39.   |
| Magyarország   | 40.   |
| Írország       | 42.   |
| Csehország     | 42.   |
| Norvégia       | 44.   |
| Észak-Írország | 45.   |
| Izland         | 46.   |
| Skócia         | 48.   |
| Görögország    | 53.   |
| Finnország     | 54.   |

| Team                | Hely. |
| ------------------- | ----- |
| Bosznia-Hercegovina | 55.   |
| Szlovénia           | 62.   |
| Montenegró          | 63.   |
| Észak-Macedónia     | 65.   |
| Albánia             | 66.   |
| Bulgária            | 68.   |
| Izrael              | 87.   |
| Fehéroroszország    | 88.   |
| Grúzia              | 89.   |
| Luxemburg           | 98.   |

| Team         | Hely. |
| ------------ | ----- |
| Örményország | 99.   |
| Ciprus       | 100.  |
| Feröer       | 107.  |
| Észtország   | 109.  |
| Azerbajdzsán | 109.  |
| Koszovó      | 117.  |
| Kazahsztán   | 122.  |
| Litvánia     | 129.  |
| Lettország   | 136.  |
| Andorra      | 151.  |

| Team          | Hely. |
| ------------- | ----- |
| Málta         | 176.  |
| Moldova       | 177.  |
| Liechtenstein | 181.  |
| Gibraltár     | 195.  |
| San Marino    | 210.  |

### Csoportok

#### A csoport
| Hely. | Csapat       | M | Gy | D | V | G+ | G– | Gk  | P  | Továbbjutás                         |     | Szerbia | Portugália | Írország | Luxemburg | Azerbajdzsán |
| ----- | ------------ | - | -- | - | - | -- | -- | --- | -- | ----------------------------------- | --- | ------- | ---------- | -------- | --------- | ------------ |
| 1.    | Szerbia      | 8 | 6  | 2 | 0 | 18 | 9  | +9  | 20 | Kijutott a 2022-es világbajnokságra |     | —       | 2–2        | 3–2      | 4–1       | 3–1          |
| 2.    | Portugália   | 8 | 5  | 2 | 1 | 17 | 6  | +11 | 17 | Pótselejtezőn vett részt            |     | 1–2     | —          | 2–1      | 5–0       | 1–0          |
| 3.    | Írország     | 8 | 2  | 3 | 3 | 11 | 8  | +3  | 9  |                                     |     | 1–1     | 0–0        | —        | 0–1       | 1–1          |
| 4.    | Luxemburg    | 8 | 3  | 0 | 5 | 8  | 18 | −10 | 9  |                                     | 0–1 | 1–3     | 0–3        | —        | 2–1       |              |
| 5.    | Azerbajdzsán | 8 | 0  | 1 | 7 | 5  | 18 | −13 | 1  |                                     | 1–2 | 0–3     | 0–3        | 1–3      | —         |              |

#### B csoport
| Hely. | Csapat        | M | Gy | D | V | G+ | G– | Gk  | P  | Továbbjutás                         |     | Spanyolország | Svédország | Görögország | Grúzia | Koszovó |
| ----- | ------------- | - | -- | - | - | -- | -- | --- | -- | ----------------------------------- | --- | ------------- | ---------- | ----------- | ------ | ------- |
| 1.    | Spanyolország | 8 | 6  | 1 | 1 | 15 | 5  | +10 | 19 | Kijutott a 2022-es világbajnokságra |     | —             | 1–0        | 1–1         | 4–0    | 3–1     |
| 2.    | Svédország    | 8 | 5  | 0 | 3 | 12 | 6  | +6  | 15 | Pótselejtezőn vett részt            |     | 2–1           | —          | 2–0         | 1–0    | 3–0     |
| 3.    | Görögország   | 8 | 2  | 4 | 2 | 8  | 8  | 0   | 10 |                                     |     | 0–1           | 2–1        | —           | 1–1    | 1–1     |
| 4.    | Grúzia        | 8 | 2  | 1 | 5 | 6  | 12 | −6  | 7  |                                     | 1–2 | 2–0           | 0–2        | —           | 0–1    |         |
| 5.    | Koszovó       | 8 | 1  | 2 | 5 | 5  | 15 | −10 | 5  |                                     | 0–2 | 0–3           | 1–1        | 1–2         | —      |         |

#### C csoport
| Hely. | Csapat         | M | Gy | D | V | G+ | G– | Gk  | P  | Továbbjutás                         |     | Svájc | Olaszország | Észak-Írország | Bulgária | Litvánia |
| ----- | -------------- | - | -- | - | - | -- | -- | --- | -- | ----------------------------------- | --- | ----- | ----------- | -------------- | -------- | -------- |
| 1.    | Svájc          | 8 | 5  | 3 | 0 | 15 | 2  | +13 | 18 | Kijutott a 2022-es világbajnokságra |     | —     | 0–0         | 2–0            | 4–0      | 1–0      |
| 2.    | Olaszország    | 8 | 4  | 4 | 0 | 13 | 2  | +11 | 16 | Pótselejtezőn vett részt            |     | 1–1   | —           | 2–0            | 1–1      | 5–0      |
| 3.    | Észak-Írország | 8 | 2  | 3 | 3 | 6  | 7  | −1  | 9  |                                     |     | 0–0   | 0–0         | —              | 0–0      | 1–0      |
| 4.    | Bulgária       | 8 | 2  | 2 | 4 | 6  | 14 | −8  | 8  |                                     | 1–3 | 0–2   | 2–1         | —              | 1–0      |          |
| 5.    | Litvánia       | 8 | 1  | 0 | 7 | 4  | 19 | −15 | 3  |                                     | 0–4 | 0–2   | 1–4         | 3–1            | —        |          |

#### D csoport
| Hely. | Csapat              | M | Gy | D | V | G+ | G– | Gk  | P  | Továbbjutás                         |     | Franciaország | Ukrajna | Finnország | Bosznia-Hercegovina | Kazahsztán |
| ----- | ------------------- | - | -- | - | - | -- | -- | --- | -- | ----------------------------------- | --- | ------------- | ------- | ---------- | ------------------- | ---------- |
| 1.    | Franciaország       | 8 | 5  | 3 | 0 | 18 | 3  | +15 | 18 | Kijutott a 2022-es világbajnokságra |     | —             | 1–1     | 2–0        | 1–1                 | 8–0        |
| 2.    | Ukrajna             | 8 | 2  | 6 | 0 | 11 | 8  | +3  | 12 | Pótselejtezőn vett részt.           |     | 1–1           | —       | 1–1        | 1–1                 | 1–1        |
| 3.    | Finnország          | 8 | 3  | 2 | 3 | 10 | 10 | 0   | 11 |                                     |     | 0–2           | 1–2     | —          | 2–2                 | 1–0        |
| 4.    | Bosznia-Hercegovina | 8 | 1  | 4 | 3 | 9  | 12 | −3  | 7  |                                     | 0–1 | 0–2           | 1–3     | —          | 2–2                 |            |
| 5.    | Kazahsztán          | 8 | 0  | 3 | 5 | 5  | 20 | −15 | 3  |                                     | 0–2 | 2–2           | 0–2     | 0–2        | —                   |            |

#### E csoport
| Hely. | Csapat           | M | Gy | D | V | G+ | G– | Gk  | P  | Továbbjutás                                        |     | Belgium | Wales | Csehország | Észtország | Fehéroroszország |
| ----- | ---------------- | - | -- | - | - | -- | -- | --- | -- | -------------------------------------------------- | --- | ------- | ----- | ---------- | ---------- | ---------------- |
| 1.    | Belgium          | 8 | 6  | 2 | 0 | 25 | 6  | +19 | 20 | Kijutott a 2022-es világbajnokságra                |     | —       | 3–1   | 3–0        | 3–1        | 8–0              |
| 2.    | Wales            | 8 | 4  | 3 | 1 | 14 | 9  | +5  | 15 | Pótselejtezőn vett részt                           |     | 1–1     | —     | 1–0        | 0–0        | 5–1              |
| 3.    | Csehország       | 8 | 4  | 2 | 2 | 14 | 9  | +5  | 14 | Pótselejtezőn vett részt a Nemzetek Ligája alapján |     | 1–1     | 2–2   | —          | 2–0        | 1–0              |
| 4.    | Észtország       | 8 | 1  | 1 | 6 | 9  | 21 | −12 | 4  |                                                    |     | 2–5     | 0–1   | 2–6        | —          | 2–0              |
| 5.    | Fehéroroszország | 8 | 1  | 0 | 7 | 7  | 24 | −17 | 3  |                                                    | 0–1 | 2–3     | 0–2   | 4–2        | —          |                  |

#### F csoport
| Hely. | Csapat   | M  | Gy | D | V | G+ | G– | Gk  | P  | Továbbjutás                                        |     | Dánia | Skócia | Izrael | Ausztria | Feröer | Moldova |
| ----- | -------- | -- | -- | - | - | -- | -- | --- | -- | -------------------------------------------------- | --- | ----- | ------ | ------ | -------- | ------ | ------- |
| 1.    | Dánia    | 10 | 9  | 0 | 1 | 30 | 3  | +27 | 27 | Kijutott a 2022-es világbajnokságra                |     | —     | 2–0    | 5–0    | 1–0      | 3–1    | 8–0     |
| 2.    | Skócia   | 10 | 7  | 2 | 1 | 17 | 7  | +10 | 23 | Pótselejtezőn vett részt                           |     | 2–0   | —      | 3–2    | 2–2      | 4–0    | 1–0     |
| 3.    | Izrael   | 10 | 5  | 1 | 4 | 23 | 21 | +2  | 16 |                                                    |     | 0–2   | 1–1    | —      | 5–2      | 3–2    | 2–1     |
| 4.    | Ausztria | 10 | 5  | 1 | 4 | 19 | 17 | +2  | 16 | Pótselejtezőn vett részt a Nemzetek Ligája alapján |     | 0–4   | 0–1    | 4–2    | —        | 3–1    | 4–1     |
| 5.    | Feröer   | 10 | 1  | 1 | 8 | 7  | 23 | −16 | 4  |                                                    |     | 0–1   | 0–1    | 0–4    | 0–2      | —      | 2–1     |
| 6.    | Moldova  | 10 | 0  | 1 | 9 | 5  | 30 | −25 | 1  |                                                    | 0–4 | 0–2   | 1–4    | 0–2    | 1–1      | —      |         |

#### G csoport
| Hely. | Csapat      | M  | Gy | D | V  | G+ | G– | Gk  | P  | Továbbjutás                         |     | Hollandia | Törökország | Norvégia | Montenegró | Lettország | Gibraltár (brit tengerentúli terület) |
| ----- | ----------- | -- | -- | - | -- | -- | -- | --- | -- | ----------------------------------- | --- | --------- | ----------- | -------- | ---------- | ---------- | ------------------------------------- |
| 1.    | Hollandia   | 10 | 7  | 2 | 1  | 33 | 8  | +25 | 23 | Kijutott a 2022-es világbajnokságra |     | —         | 6–1         | 2–0      | 4–0        | 2–0        | 6–0                                   |
| 2.    | Törökország | 10 | 6  | 3 | 1  | 27 | 16 | +11 | 21 | Pótselejtezőn vett részt.           |     | 4–2       | —           | 1–1      | 2–2        | 3–3        | 6–0                                   |
| 3.    | Norvégia    | 10 | 5  | 3 | 2  | 15 | 8  | +7  | 18 |                                     |     | 1–1       | 0–3         | —        | 2–0        | 0–0        | 5–1                                   |
| 4.    | Montenegró  | 10 | 3  | 3 | 4  | 14 | 15 | −1  | 12 |                                     | 2–2 | 1–2       | 0–1         | —        | 0–0        | 4–1        |                                       |
| 5.    | Lettország  | 10 | 2  | 3 | 5  | 11 | 14 | −3  | 9  |                                     | 0–1 | 1–2       | 0–2         | 1–2      | —          | 3–1        |                                       |
| 6.    | Gibraltár   | 10 | 0  | 0 | 10 | 4  | 43 | −39 | 0  |                                     | 0–7 | 0–3       | 0–3         | 0–3      | 1–3        | —          |                                       |

#### H csoport
| Hely. | Csapat       | M  | Gy | D | V | G+ | G– | Gk  | P  | Továbbjutás                         |     | Horvátország | Oroszország | Szlovákia | Szlovénia | Ciprusi Köztársaság | Málta |
| ----- | ------------ | -- | -- | - | - | -- | -- | --- | -- | ----------------------------------- | --- | ------------ | ----------- | --------- | --------- | ------------------- | ----- |
| 1.    | Horvátország | 10 | 7  | 2 | 1 | 21 | 4  | +17 | 23 | Kijutott a 2022-es világbajnokságra |     | —            | 1–0         | 2–2       | 3–0       | 1–0                 | 3–0   |
| 2.    | Oroszország  | 10 | 7  | 1 | 2 | 19 | 6  | +13 | 22 | Pótselejtezőn vett részt            |     | 0–0          | —           | 1–0       | 2–1       | 6–0                 | 2–0   |
| 3.    | Szlovákia    | 10 | 3  | 5 | 2 | 17 | 10 | +7  | 14 |                                     |     | 0–1          | 2–1         | —         | 2–2       | 2–0                 | 2–2   |
| 4.    | Szlovénia    | 10 | 4  | 2 | 4 | 13 | 12 | +1  | 14 |                                     | 1–0 | 1–2          | 1–1         | —         | 2–1       | 1–0                 |       |
| 5.    | Ciprus       | 10 | 1  | 2 | 7 | 4  | 21 | −17 | 5  |                                     | 0–3 | 0–2          | 0–0         | 1–0       | —         | 2–2                 |       |
| 6.    | Málta        | 10 | 1  | 2 | 7 | 9  | 30 | −21 | 5  |                                     | 1–7 | 1–3          | 0–6         | 0–4       | 3–0       | —                   |       |

#### I csoport
| Hely. | Csapat        | M  | Gy | D | V  | G+ | G– | Gk  | P  | Továbbjutás                         |      | Anglia | Lengyelország | Albánia | Magyarország | Andorra | San Marino |
| ----- | ------------- | -- | -- | - | -- | -- | -- | --- | -- | ----------------------------------- | ---- | ------ | ------------- | ------- | ------------ | ------- | ---------- |
| 1.    | Anglia        | 10 | 8  | 2 | 0  | 39 | 3  | +36 | 26 | Kijutott a 2022-es világbajnokságra |      | —      | 2–1           | 5–0     | 1–1          | 4–0     | 5–0        |
| 2.    | Lengyelország | 10 | 6  | 2 | 2  | 30 | 11 | +19 | 20 | Pótselejtezőn vett részt            |      | 1–1    | —             | 4–1     | 1–2          | 3–0     | 5–0        |
| 3.    | Albánia       | 10 | 6  | 0 | 4  | 12 | 12 | 0   | 18 |                                     |      | 0–2    | 0–1           | —       | 1–0          | 1–0     | 5–0        |
| 4.    | Magyarország  | 10 | 5  | 2 | 3  | 19 | 13 | +6  | 17 |                                     | 0–4  | 3–3    | 0–1           | —       | 2–1          | 4–0     |            |
| 5.    | Andorra       | 10 | 2  | 0 | 8  | 8  | 24 | −16 | 6  |                                     | 0–5  | 1–4    | 0–1           | 1–4     | —            | 2–0     |            |
| 6.    | San Marino    | 10 | 0  | 0 | 10 | 1  | 46 | −45 | 0  |                                     | 0–10 | 1–7    | 0–2           | 0–3     | 0–3          | —       |            |

#### J csoport
| Hely. | Csapat          | M  | Gy | D | V | G+ | G– | Gk  | P  | Továbbjutás                         |     | Németország | Észak-Macedónia | Románia | Örményország | Izland | Liechtenstein |
| ----- | --------------- | -- | -- | - | - | -- | -- | --- | -- | ----------------------------------- | --- | ----------- | --------------- | ------- | ------------ | ------ | ------------- |
| 1.    | Németország     | 10 | 9  | 0 | 1 | 36 | 4  | +32 | 27 | Kijutott a 2022-es világbajnokságra |     | —           | 1–2             | 2–1     | 6–0          | 3–0    | 9–0           |
| 2.    | Észak-Macedónia | 10 | 5  | 3 | 2 | 23 | 11 | +12 | 18 | Pótselejtezőn vett részt            |     | 0–4         | —               | 0–0     | 0–0          | 3–1    | 5–0           |
| 3.    | Románia         | 10 | 5  | 2 | 3 | 13 | 8  | +5  | 17 |                                     |     | 0–1         | 3–2             | —       | 1–0          | 0–0    | 2–0           |
| 4.    | Örményország    | 10 | 3  | 3 | 4 | 9  | 20 | −11 | 12 |                                     | 1–4 | 0–5         | 3–2             | —       | 2–0          | 1–1    |               |
| 5.    | Izland          | 10 | 2  | 3 | 5 | 12 | 18 | −6  | 9  |                                     | 0–4 | 2–2         | 0–2             | 1–1     | —            | 4–0    |               |
| 6.    | Liechtenstein   | 10 | 0  | 1 | 9 | 2  | 34 | −32 | 1  |                                     | 0–2 | 0–4         | 0–2             | 0–1     | 1–4          | —      |               |

## Pótselejtezők
A pótselejtezőn (második forduló) az első forduló 10 második helyezettje és a Nemzetek Ligájának az a két legjobb csoportgyőztese vett részt, amelyek az első fordulóban nem az első két hely valamelyikén végeztek. A csapatokat három ágra sorsolták, az ágak egyenként két elődöntőből és egy döntőből álltak. Az elődöntőkön a csoportmásodikok közül a legjobb hat csapat játszott hazai pályán, a döntők pályaválasztóit sorsolták. Az elődöntőket 2022 március 24-én és 25-én, a döntőket március 28-án és 29-én játszották. Az A ág egyik elődöntőjét és döntőjét júniusban játszották le. Az ágak győztesei kijutottak a világbajnokságra.

### Az első forduló második helyezettjei
A hat legjobb kiemelt, a négy további második helyezett nem kiemelt volt a sorsoláskor. A sorrend megállapításánál csak az első öt helyezett elleni eredményeket kellett figyelembe venni.
| Hely. | Cs | Csapat          | M | Gy | D | V | G+ | G– | Gk  | P  | Hatodik elleni mérkőzések kivételével | Kiemelés                         |
| ----- | -- | --------------- | - | -- | - | - | -- | -- | --- | -- | ------------------------------------- | -------------------------------- |
| 1.    | A  | Portugália      | 8 | 5  | 2 | 1 | 17 | 6  | +11 | 17 | —                                     | Kiemelt csapat a sorsoláskor     |
| 2.    | F  | Skócia          | 8 | 5  | 2 | 1 | 14 | 7  | +7  | 17 | Moldova                               | Kiemelt csapat a sorsoláskor     |
| 3.    | C  | Olaszország     | 8 | 4  | 4 | 0 | 13 | 2  | +11 | 16 | —                                     | Kiemelt csapat a sorsoláskor     |
| 4.    | H  | Oroszország     | 8 | 5  | 1 | 2 | 14 | 5  | +9  | 16 | Málta                                 | Kiemelt csapat a sorsoláskor     |
| 5.    | B  | Svédország      | 8 | 5  | 0 | 3 | 12 | 6  | +6  | 15 | —                                     | Kiemelt csapat a sorsoláskor     |
| 6.    | E  | Wales           | 8 | 4  | 3 | 1 | 14 | 9  | +5  | 15 | —                                     | Kiemelt csapat a sorsoláskor     |
| 7.    | G  | Törökország     | 8 | 4  | 3 | 1 | 18 | 16 | +2  | 15 | Gibraltár                             | Nem kiemelt csapat a sorsoláskor |
| 8.    | I  | Lengyelország   | 8 | 4  | 2 | 2 | 18 | 10 | +8  | 14 | San Marino                            | Nem kiemelt csapat a sorsoláskor |
| 9.    | J  | Észak-Macedónia | 8 | 3  | 3 | 2 | 14 | 11 | +3  | 12 | Liechtenstein                         | Nem kiemelt csapat a sorsoláskor |
| 10.   | D  | Ukrajna         | 8 | 2  | 6 | 0 | 11 | 8  | +3  | 12 | —                                     | Nem kiemelt csapat a sorsoláskor |

### A Nemzetek Ligája két legjobb csoportgyőztese
A 2020–2021-es UEFA Nemzetek Ligája összesített rangsora alapján, a Nemzetek Ligája csoportgyőztesei közül az a két legjobb csapat, amelyik a világbajnoki selejtezőben a csoportjában az első két helyén kívül végzett, részt vehetett a pótselejtezőn és nem kiemelt volt a pótselejtező sorsolásán.
Jelölések
- (1) Első helyen végzett a csoportban és kijutott a világbajnokságra
- (2) Második helyen végzett a csoportban és a pótselejtezőbe jutott
- (P) A Nemzetek Ligája egyik legjobb csoportgyőzteseként, és a selejtezőcsoportban az első két helyezett kívüliként a pótselejtezőbe jutott
- (K) Kiesett

| NL | Hely. | Csoportgyőztes | Csoportgyőztes | Csoport |
| -- | ----- | -------------- | -------------- | ------- |
| A  | 1.    | Franciaország  | (1)            | D       |
| A  | 2.    | Spanyolország  | (1)            | B       |
| A  | 3.    | Olaszország    | (2)            | C       |
| A  | 4.    | Belgium        | (1)            | E       |
| B  | 17.   | Wales          | (2)            | E       |
| B  | 18.   | Ausztria       | (P)            | F       |
| B  | 19.   | Csehország     | (P)            | E       |
| B  | 20.   | Magyarország   | (K)            | I       |
| C  | 33.   | Szlovénia      | (K)            | H       |
| C  | 34.   | Montenegró     | (K)            | G       |
| C  | 35.   | Albánia        | (K)            | I       |
| C  | 36.   | Örményország   | (K)            | J       |
| D  | 49.   | Gibraltár      | (K)            | G       |
| D  | 50.   | Feröer         | (K)            | F       |

### Sorsolás
Az első forduló befejezését követően a 12 csapatot három ágra sorsolták, áganként négy csapattal. A sorsolást 2021. november 26-án, 17 órakor tartották Zürichben. A sorsolás során a következő eljárást alkalmazták:
- A hat kiemelt csapat az 1–6. elődöntő pályaválasztó csapata, a sorsolás sorrendjében.
- A hat nem kiemelt csapat az 1–6. elődöntő vendégcsapata, a sorsolás sorrendjében.
- Az A ágat az 1. és 2. elődöntő alkotja, a győztesek az A döntőbe kerülnek.
- A B ágat a 3. és 4. elődöntő alkotja, a győztesek a B döntőbe kerülnek.
- A C ágat az 5. és 6. elődöntő alkotja, a győztesek a C döntőbe kerülnek.
- Az A, B és C döntők pályaválasztóit sorsolják.

Politikai okok miatt Oroszország és Ukrajna nem kerülhetett azonos ágra.
A hat legjobb második helyezett kiemelt lett, a négy további második helyezett és a két Nemzetek Ligája alapján résztvevő csapat pedig nem lett kiemelt. A kiemelés a következő:
| Csapat      | Hely. |
| ----------- | ----- |
| Portugália  | 1.    |
| Skócia      | 2.    |
| Olaszország | 3.    |
| Oroszország | 4.    |
| Svédország  | 5.    |
| Wales       | 6.    |

| Csapat          | Hely.  |
| --------------- | ------ |
| Törökország     | 7.     |
| Lengyelország   | 8.     |
| Észak-Macedónia | 9.     |
| Ukrajna         | 10.    |
| Ausztria        | NL–18. |
| Csehország      | NL–19. |

### A ág
| 1. csapat | Eredmény | 2. csapat |
| --------- | -------- | --------- |
| Elődöntők |          |           |
| Skócia    | 1–3      | Ukrajna   |
| Wales     | 2–1      | Ausztria  |
| Döntő     |          |           |
| Wales     | 1–0      | Ukrajna   |

### B ág
| 1. csapat     | Eredmény | 2. csapat     |
| ------------- | -------- | ------------- |
| Elődöntők     |          |               |
| Oroszország   | törölve  | Lengyelország |
| Svédország    | 1–0      | Csehország    |
| Döntő         |          |               |
| Lengyelország | 2–0      | Svédország    |

### C ág
| 1. csapat   | Eredmény | 2. csapat       |
| ----------- | -------- | --------------- |
| Elődöntők   |          |                 |
| Olaszország | 0–1      | Észak-Macedónia |
| Portugália  | 3–1      | Törökország     |
| Döntő       |          |                 |
| Portugália  | 2–0      | Észak-Macedónia |

## A világbajnokságra kijutott csapatok
A világbajnokságra az UEFA tagországai közül az alábbi csapatok jutottak ki:

A kvalifikáció megszerzésének sorrendjében. A "Világbajnoki részvétel" oszlop már tartalmazza a 2022-es labdarúgó-világbajnokságot is.
| Csapat        | Kvalifikáció módja          | Kvalifikáció időpontja | Világbajnoki részvétel | Utolsó részvétel | Legjobb eredmény                     |
| ------------- | --------------------------- | ---------------------- | ---------------------- | ---------------- | ------------------------------------ |
| Németország   | J csoport győztese          | 2021. október 11.      | 20                     | 2018             | Világbajnok (1954, 1974, 1990, 2014) |
| Dánia         | F csoport győztese          | 2021. október 12.      | 6                      | 2018             | Negyeddöntő (1998)                   |
| Belgium       | E csoport győztese          | 2021. november 13.     | 14                     | 2018             | Bronzérmes (2018)                    |
| Franciaország | D csoport győztese          | 2021. november 13.     | 16                     | 2018             | Világbajnok (1998, 2018)             |
| Horvátország  | H csoport győztese          | 2021. november 14.     | 6                      | 2018             | Ezüstérmes (2018)                    |
| Spanyolország | B csoport győztese          | 2021. november 14.     | 16                     | 2018             | Világbajnok (2010)                   |
| Szerbia       | A csoport győztese          | 2021. november 14.     | 13                     | 2018             | Negyedik hely (1930, 1962)           |
| Anglia        | I csoport győztese          | 2021. november 15.     | 16                     | 2018             | Világbajnok (1966)                   |
| Svájc         | C csoport győztese          | 2021. november 15.     | 12                     | 2018             | Negyeddöntő (1934, 1938, 1954)       |
| Hollandia     | G csoport győztese          | 2021. november 16.     | 11                     | 2014             | Ezüstérmes (1974, 1978, 2010)        |
| Portugália    | Pótselejtező, C ág győztese | 2022. március 29.      | 8                      | 2018             | Bronzérmes (1966)                    |
| Lengyelország | Pótselejtező, B ág győztese | 2022. március 29.      | 9                      | 2018             | Bronzérmes (1974, 1982)              |
| Wales         | Pótselejtező, A ág győztese | 2022. június 5.        | 2                      | 1958             | Negyeddöntő (1958)                   |

Jegyzetek
1. ↑  Németország 1951 és 1990 között NSZK-ként, külön szerepelt az NDK-tól.
2. ↑  Szerbia 3. szereplése. A FIFA Szerbiát tekinti Jugoszlávia valamint Szerbia és Montenegró jogutódjának, akik összesen 10 alkalommal szerepeltek a világbajnokságokon.
3. ↑  1930-ban hivatalos bronzmérkőzés nem volt, az Egyesült Államok és Jugoszlávia is elvesztette az elődöntőt. Ugyanakkor a FIFA a jobb összesített eredmény alapján ebben a sorrendben rangsorolta a csapatokat.